# Tata, Ungern

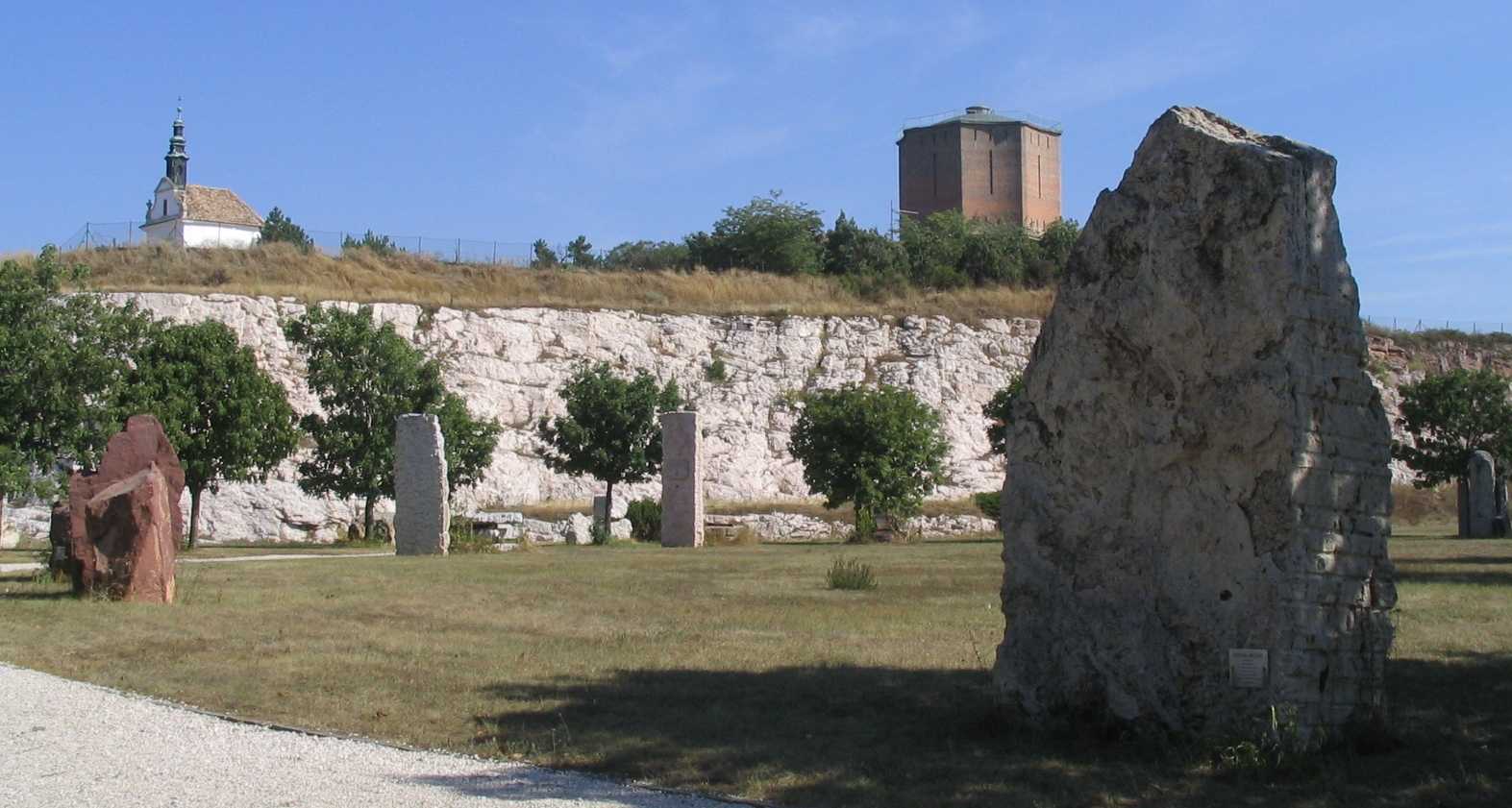
Geologiska museet i Tata.

Tata (tyska: Totis) är en stad i provinsen Komárom-Esztergom i nordvästra Ungern med 23 465 invånare (2020).